# Grange de Montaon
La grange de Montaon est une grange située à Dravegny, en France.

## Description
Les bâtiments de ferme contemporains comprennent une grange médiévale à voûte d'arêtes sur piliers monolithiques. Le bâtiment conserve des vestiges de peinture Renaissance.

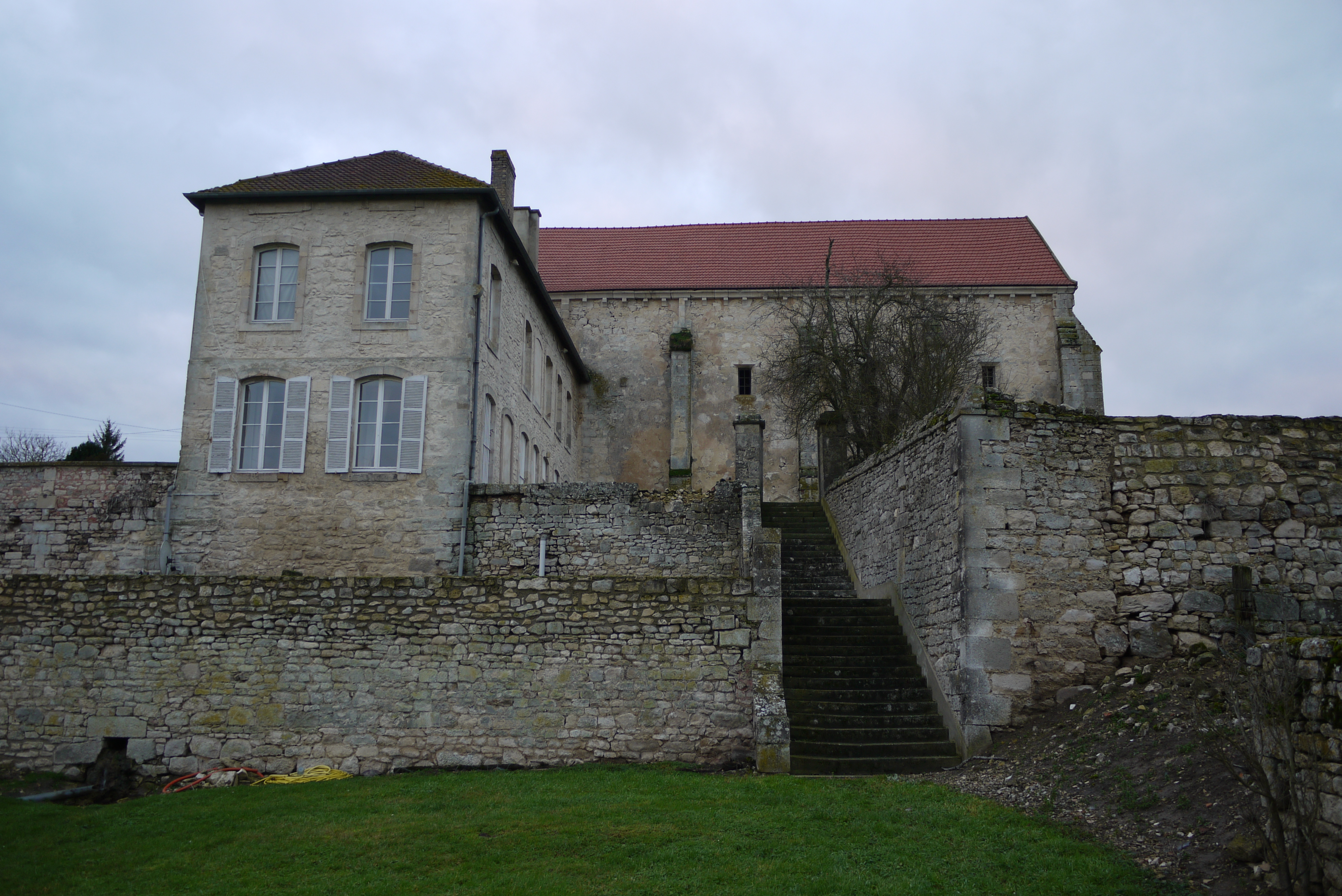
La grange vue du jardin avec, à gauche, le logis pour l'abbé

## Localisation
La grange est située sur la commune de Dravegny, dans le département de l'Aisne.

## Historique
La grange a sans doute été bâtie dans la seconde moitié du XIIIe siècle pour des frères convers. Les voûtes du premier étage ont été perdues vers 1825. Le logis, construit pour l'abbé commanditaire en 1770 en pierres de taille et moellons, a appartenu à Jacques Lebaudy puis a été abîmé par un incendie dans la nuit du 5 au 6 mai  1909. Le monument est inscrit au titre des monuments historiques en 2001.

## Annexe